# Ievgueni Kissin
Ievgueni Ígorevitx Kissin, rus: Евге́ний И́горевич Ки́син (Moscou, 10 d'octubre de 1971) és un pianista rus de música clàssica.

## Biografia
Nascut en el si d'una família jueva, és fill d'un pare enginyer i d'una mare professora de piano. Ievgueni Kissin va començar a tocar el piano a l'edat de dos anys i va entrar a la prestigiosa Escola de música Gnessin per a nens superdotats de Moscou als sis anys, destacant-hi per la seva curta edat.
Als 10 anys Kissin va debutar en una orquestra interpretant el Concerto KV. 466 de Mozart, i l'any següent va fer el primer recital a Moscou. L'any 1984 va tocar els Concerts per a piano 1 i 2 de Chopin al Conservatori de Moscou amb l'Orquestra filharmònica de Moscou i sota la batuta de Dmitri Kitaïenko, cosa que li va obrir les portes al prestigi internacional.
Kissin va començar a ser conegut a Europa el 1987 quan va participar en el Festival de Berlín. L'any següent va interpretar el Concert No 1 per a piano de Txaikovski, dirigit per Herbert von Karajan. Després d'això va realitzar gires tant per Europa com pels Estats Units (1990), on va ser acompanyat per l'Orquestra Filharmònica de Nova York, sota la direcció de Zubin Mehta. L'any 1992 va comparèixer com a convidat especial a la cerimònia dels premis Grammy.

## Repertori
En els seus concerts, Ievgueni Kissin ha interpretat de manera més sovint les obres dels grans compositors clàssics i romàntics tals com Haydn, Mozart, Beethoven, Schubert, Chopin, Schumann, Liszt o Brahms. Tanmateix, però, considera a Johann Sebastian Bach com el seu autor preferit del qual n'ha dit ser «l'alfa i l'omega». Prefereix els recitals més que no pas els concerts simfònics o la música de cambra. També toca sovint la música del segle xx, tot i que té poques afinitats amb els compositors contemporanis.

## Discografia[1]
| Any  | Obres | Segell                                  |
| 1989 | Tschaikowsky: Piano Concerto núm. 1                                                                                   | DG Deutsche Grammophon                  |
| 1989 | Sergey Prokoviev: Piano Concerto núm. 3; Visions Fugitives Op. 22; Dance Op. 23 núm. 1; Evgeny Kissen: Two Inventions | RCA Victor Red Seal                     |
| 1989 | Haydn: Piano Concerto in D major; Violin Concerto núm. 1; Sinfonia Concertante                                        | RCA Victor Red Seal                     |
| 1990 | Yevgeny Kissin in Tokyo                                                                                               | Columbia / Sony Music Distribution      |
| 1990 | Evgeny Kissin Carnegie Hall Debut Concert Highlights                                                                  | RCA                                     |
| 1990 | Carnegie Hall Debut Concert                                                                                           | RCA Victor Red Seal                     |
| 1991 | Mozart: Piano Concerto núm. 12                                                                                        | RCA Victor Red Seal                     |
| 1991 | Schubert: Wanderer Fantasie; Brahms: Fantasien Op. 116; Liszt: 4 Lieder; Ungarische Rhapsodie núm. 12                 | DG Deutsche Grammophon                  |
| 1991 | Evgeni Kissin | Mk                                      |
| 1992 | Mozart: Piano Concertos Nos. 12 & 20                                                                                  | RCA Victor Red Seal                     |
| 1993 | Rachmaninov: Piano Concerto núm. 3, etc.                                                                              | RCA                                     |
| 1993 | Chopin, Volume 1 | RCA                                     |
| 1993 | Schumann: Piano Concerto                                                                                              | Sony Music Distribution                 |
| 1993 | Rachmaninoff: Concerto núm. 2; Etudes-Tableaux                                                                        | RCA Victor                              |
| 1994 | Prokofiev: Piano Concertos Nos. 1 & 3                                                                                 | DG Deutsche Grammophon                  |
| 1994 | Chopin, Volume 2: Sonata núm. 3; Mazurkas                                                                             | RCA Victor Red Seal                     |
| 1995 | The Legendary 1984 Moscow Concert                                                                                     | RCA                                     |
| 1995 | Haydn, Schubert: Piano Sonatas                                                                                        | Sony Classical                          |
| 1995 | The Chopin Collection                                                                                                 | RCA Victor Red Seal                     |
| 1996 | Schumann: Fantasy; Liszt: Transcendental Etudes                                                                       | RCA                                     |
| 1996 | Chopin: Piano Concerto núm. 1 in E minor, Op. 11; Piano Concerto núm. 2 in F minor, Op. 21                            | Russian Revelation                      |
| 1997 | Russians in Recital                                                                                                   | Revelation Records                      |
| 1997 | Piano Works by Liszt and Schumann                                                                                     | Russian Revelation                      |
| 1997 | Chopin: Selected Piano Works                                                                                          | Russian Revelation                      |
| 1997 | Mozart: Piano Concertos núm. 12 & núm. 20; Kissin: Two Inventions                                                     | Russian Revelation                      |
| 1997 | The Kissin Collection: Chopin, Schumann, Scriabin                                                                     | Olympia (Classical/Jazz)                |
| 1997 | Beethoven: Piano Concertos Nos. 2 & 5                                                                                 | Sony Classical                          |
| 1998 | Grandes pianistas del Siglo XX, Vol. 58                                                                               | Philips                                 |
| 1998 | Beethoven: Moonlight Sonata; Franck: Prélude, Choral et Fugue; Brahms: Paganini variations                            | RCA                                     |
| 1998 | Bach-Busoni: Chaconne; Beethoven: Rondos; Schumann: Kreisleriana                                                      | RCA Victor Red Seal                     |
| 1999 | Chopin: The Four Ballades; Berceuse Op. 57; Barcarolle Op. 60; Scherzo núm. 4, Op. 54                                 | RCA                                     |
| 2000 | Chopin: 24 Preludes, Op. 28; Sonata núm. 2; Polonaise, Op. 53                                                         | RCA                                     |
| 2002 | Schumann: Carnaval, Op. 9; Sonata núm. 1, Op. 11                                                                      | RCA                                     |
| 2002 | Mussorgsky: Pictures at an Exhibition; Bach: Toccata, Adagio & Fugue, BWV 564; Glinka: The Lark                       | RCA                                     |
| 2003 | Evgeny Kissin Plays Brahms                                                                                            | RCA                                     |
| 2004 | Evgeny Kissin in Concert                                                                                              | Brilliant                               |
| 2004 | Schubert: Piano Sonata in B-flat; Schubert-Liszt: Four Songs; Liszt: Mephisto                                         | Rca Red Seal                            |
| 2004 | Schumann: Kreisleriana; Fantasie, Op. 17                                                                              | Rca Red Seal                            |
| 2004 | Yevgeni Kissin plays R. Schumann, A. Scriabin, F. Liszt, J.S. Bach, Scottish Air                                      | Olympia (Classical/Jazz)                |
| 2005 | Scriabin: Sonata núm. 3; Five Preludes; Medtner: Sonata Reminiscenza; Stravinsky: Three Movements from Pétrouchka     | Rca Red Seal                            |
| 2006 | Schubert: Piano Music for Four Hands - The Carnegi Hall Concert                                                       | Rca Red Seal                            |
| 2007 | Fantasy | DG Deutsche Grammophon                  |
| 2007 | Mozart: Piano Concerto núm. 24; Schumann: Piano Concerto                                                              | EMI Classics / Warner Classics          |
| 2007 | Historical Russian Archives: Evgeny Kissin - The Early Recordings                                                     | Brilliant Classics                      |
| 2007 | Evgeny Kissin plays Chopin: The Verbier Festival Recital                                                              | Rca Red Seal                            |
| 2007 | The Early Recordings - Schubert, Liszt, Brahms                                                                        | Brilliant Classics                      |
| 2007 | The Early Recordings - Prokofiev                                                                                      | Brilliant Classics                      |
| 2007 | The Early Recordings - Mozart                                                                                         | Brilliant Classics                      |
| 2007 | The Early Recordings - Chopin, Scriabin                                                                               | Brilliant Classics                      |
| 2007 | The Early Recordings - Bach, Schumann, Rachmaninoff, Szymanowski, Kissin                                              | Brilliant Classics                      |
| 2008 | Beethoven: The Complete Piano Concertos                                                                               | EMI Classics / Warner Classics          |
| 2008 | Khrennikov: Violin Concertos, Piano Concertos                                                                         | Relief                                  |
| 2009 | X 2: Evgeny Kissin [Limited Edition]                                                                                  | Sony Classical Essential Classics       |
| 2009 | Beethoven: Piano Concertos Nos. 2, 4                                                                                  | EMI Classics / Warner Classics          |
| 2009 | Prokofiev: Piano Concertos Nos. 2 & 3                                                                                 | EMI Classics / Warner Classics          |
| 2009 | Beethoven: Piano Concertos Nos. 1, 3                                                                                  | EMI Classics / Warner Classics          |
| 2009 | Beethoven: Piano Concerto núm. 5                                                                                      | EMI Classics / Warner Classics          |
| 2010 | Mozart: Piano Concertos Nos. 20 & 27                                                                                  | EMI Classics / Warner Classics          |
| 2010 | Kissin Plays Chopin                                                                                                   | RCA Red Seal / Sony Music Entertainment |
| 2011 | Kissin Plays Chopin                                                                                                   | The Entertainment Group                 |
| 2011 | Classical Masterpieces: Classical Chopin                                                                              | Entertainment Group                     |
| 2011 | Kissin: Coffrets RTL Classiques                                                                                       | Sony Classical                          |
| 2011 | Tchaikovsky: Piano Concerto núm. 1                                                                                    | Universal                               |
| 2011 | Kissin Plays Liszt | RCA Red Seal / Sony Classical           |
| 2012 | Richter, Kissin, Rubenstein, Gilels, Vol. 1                                                                           | The Entertainment Group                 |
| 2012 | Evgeny Kissin: Schubert, Liszt, Brahms, Vol. 1                                                                        | Entertainment Group                     |
| 2012 | Evgeny Kissin: Tchaikovsky, Shostakovich, Vol. 1                                                                      | Entertainment Group                     |
| 2012 | Evgeny Kissin: Prokofiev, Vol. 1                                                                                      | Entertainment Group                     |
| 2012 | Evgeny Kissin: Liszt, Schumann, Vol. 1                                                                                | Entertainment Group                     |
| 2012 | Evgeny Kissin: Mozart, Vol. 1                                                                                         | Entertainment Group                     |
| 2012 | Evgeny Kissin: Chopin, Vol. 1                                                                                         | Entertainment Group                     |
| 2012 | Evgeny Kissin: Chopin, Scriabin, Vol. 1                                                                               | Entertainment Group                     |
| 2012 | Evgeny Kissin: Chopin Edition, Vol. 2                                                                                 | Entertainment Group                     |
| 2012 | Evgeny Kissin Plays Chopin & Liszt                                                                                    | Brilliant Classics                      |
| 2012 | Chopin: Piano Concertos Nos. 1 & 2; Mazurkas; Waltz                                                                   | Melodiya / Melody                       |
| 2012 | Classical Collection Master Series, Vol. 39                                                                           | Entertainment Group                     |
| 2012 | Classical Collection Master Series, Vol. 16                                                                           | Entertainment Group                     |
| 2012 | Classical Collection Master Series, Vol. 44                                                                           | Entertainment Group                     |
| 2013 | Classical Collection Master Series, Vol. 55                                                                           | Entertainment Group                     |
| 2013 | James Levine Live at Carnegie Hall                                                                                    | DG Deutsche Grammophon                  |
|      | Evgeny Kissin, Vol. 1 [Melodiya]                                                                                      | Melodiya                                |
|      | Evgeny Kissin Plays Chopin, Vol. 1                                                                                    | Mezhdunarodnaya-Kniga                   |
|      | Evgeny Kissin Plays Schubert                                                                                          | RCA Red Seal                            |
|      | Tchaikovsky: Piano Concerto núm. 1; Dvorák: Piano Concerto                                                            | Brilliant                               |
|      | Chopin: 24 Préludes; 4 Ballades; Sonate núm.2; Barcaroole; Polonaise; Scherzo; Berceuse                               | RCA Red Seal                            |
|      | Chopin: Piano Concertos Nos. 1 & 2                                                                                    | Brilliant                               |
|      | Evgeny Kissin Plays Chopin, Vol. 2                                                                                    | Mezhdunarodnaya-Kniga                   |
|      | Evgeny Kissin Russian Piano School, Vol. 4: Rachmaninov, Scriabin, Prokofiev, Kissin                                  | Melodiya                                |
| 2015 | Complete Concerto Recordings on RCA Red Seal & Sony Classical                                                         | RCA Red Seal                            |
| 2015 | Evgeny Kissin: The Complete RCA & Sony Classical Album Collection                                                     | RCA Red Seal / Sony Classical           |